# Стюарт, Мег
Мег Стюарт (англ. Meg Stuart, 1965, Новый Орлеан) – американская танцовщица и хореограф, влиятельная фигура современного танца.

## Биография
Дебютные постановки Стюарт относятся к концу 1980-х годов. Первый успех и международная известность пришли к ней после спектакля  Disfigure Study (1991), который она показывала в США, Европе, Канаде, Австралии. В 1994 переехала в Брюссель и при поддержке фламандского сообщества Бельгии создала свою компанию Damaged Goods. Активно сотрудничала с современными художниками и музыкантами, представителями медиального искусства (Гарри Хилл и др.). Показала  свою инсталляцию This Is the Show and the Show Is Many Things (1994) в Музее современного искусства в Генте. Участвовала в 10-й documenta в Касселе (1997).
В 2000 - artiste en residence брюссельского Kaaitheater, в 2001-2004 была приглашена Кристофом Марталером в цюрихский Schauspielhaus,  в настоящее время - приглашенный артист Volksbühne в Берлине.

## Творчество
Постановки Стюарт близки к перформансу. Они часто включают инсталляции или переходят в инсталляцию, в них активно используется видео.

## Избранные работы
- 1991 : Disfigure Study
- 1993 : No Longer Readymade
- 1994 : Swallow My Yellow Smile
- 1995 : No One Is Watching
- 1996: Inside Skin #1 They live in Our Breath
- 1997 : Spayed Mind Out ( с участием Гари Хилла)
- 1997 : Remote, по заказу Михаила Барышникова
- 1998 : Appetite
- 1999 : Crash Landing Performance
- 1999: Comeback
- 1999: Snapshots
- 2000/2001: Highway 101
- 2001 : Alibi
- 2002: Henry IV
- 2003 : Visitors Only
- 2003: Das goldene Zeitalter
- 2004 : Forgeries, Love and Other Matters (с участием Бенуа Лашамбра и Хана Роу)
- 2005: Der Marterphahl
- 2006 : Replacement
- 2006 : It's Not Funny (с участием Бориса Шармаца)
- 2007 : Blessed (в соавторстве с Франсиско Камачо; в основе спектакля - впечатления от урагана Катрина, разрушившего Новый Орлеан)
- 2008 : Maybe Forever  (в соавторстве с Филиппом Гемахером)
- 2008: All Together Now
- 2008: Die Massnahme/Mauser
- 2009 : Do animals cry
- 2010: the fault lines
- 2011: VIOLET
- 2013: Built to Last

## Книги
- On va où, là? Dijon: Presses du réel, 2010 (беседы о театре, на англ. яз. 2010)

## Признание
Премия Бесси за совокупность созданного (2008). Театральная премия Фландрии (2008).